# 故国川王

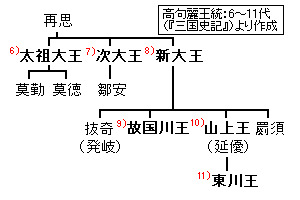
三国史记中的高句丽世系

故国川王 （？—197年，在位时间：公元179年-197年），高句丽第9任君王，姓高，名男武（남무），一說名為伊夷謨（이이모），稱號或寫為國壤王（국양왕）。《三國遺事》記載名為男虎。

## 生平
新大王伯固第二子。其长兄拔奇原为王太子。但由于宫廷大臣拥立新大王第二子男武，新大王传位给故国川王。據《三國史記》，在故國川王繼位位，其兄拔奇與消奴部各率領三萬餘人，投降遼東公孫氏。之後拔奇歸國，居住在沸流水（渾水）。
180年，故国川王立提那部于氏爲王后，进一步巩固了高句丽的中央集权。相关的贵族反对势力也得以平息。
182年，故国川王派遣王子罽須抵挡漢遼東太守的征讨，不克。184年，故国川王亲自领兵在坐原（좌원）打退汉军。 
190年，于氏出身的掾那部，外戚于卑留（어비류）與左可慮等人，聯合四掾那發起叛亂。於191年，故國川王順利鎮壓。
191年，故国川王采纳精英政治制度，依照才能聘任大臣和官员。其中包括任用农民出身的晏留、乙巴素（被任命为高句丽国相），使高句丽出现了治世。
据《三国史记》记载，194年故国川王外出打猎遇到了一个闹饥荒的村庄，使他感到解决饥荒是他的责任。同年，故国川王制定了一个农业制度允许人民在3-7月间借贷粮食，然后在10月归还所借粮食。
197年，故国川王亡，因葬於故國川原，所以稱為故國川王。
王后于氏没有子嗣，便迎立男武的四弟延优。男武三弟發岐發動兵變失敗。延优继位，是为山上王延优继位后，仍以于氏为后，于氏后又被封后。

## 王系譜的異説
```
『三国史記』高句麗本紀
┏━大祖大王（宮）
┣━次大王（遂成）
┗━新大王（伯固）━┳━故国川王
　　　　　　　　　　┣━发岐（抜奇）
　　　　　　　　　　┣━山上王（伊夷謨）━━東川王（位宮）
　　　　　　　　　　┗━罽須
『後漢書』高句驪传
宮━━遂成━━伯固
『三国志』高句麗传
宮━━伯固
```

## 三國志記戴
在《三國志》有伯固二子，拔奇與伊夷模爭奪王位的記錄，拔奇失敗後，投降公孫康。這段記錄與《三國史記》類似。
故國川王，跟山上王，在史書上都有被稱為伊夷謨（이이모）的記錄。因為山上王的名字延優（연우），發音跟伊夷謨接近，《三國志》中的伊夷模，可能是指山上王。